# Fenomeno di Gibbs
Il fenomeno di Gibbs si presenta quando viene ricostruito un segnale dalla serie di Fourier troncata. Prende il nome dal fisico statunitense Willard Gibbs.
Data una funzione periodica {\displaystyle f} che presenta dei punti di discontinuità di prima specie, il suo sviluppo tramite la serie di Fourier è formato da infiniti termini. Quando si ricostruisce il segnale, se questa serie viene troncata si ottengono delle sovraelongazioni del valore della funzione ricostruita nell'intorno del punto di discontinuità: all'aumentare del numero delle componenti della serie il valore di picco di detta sovraelongazione rimane costante, mentre le oscillazioni alle quali tali sovraelongazioni si riferiscono si avvicinano al punto di discontinuità.

## Introduzione

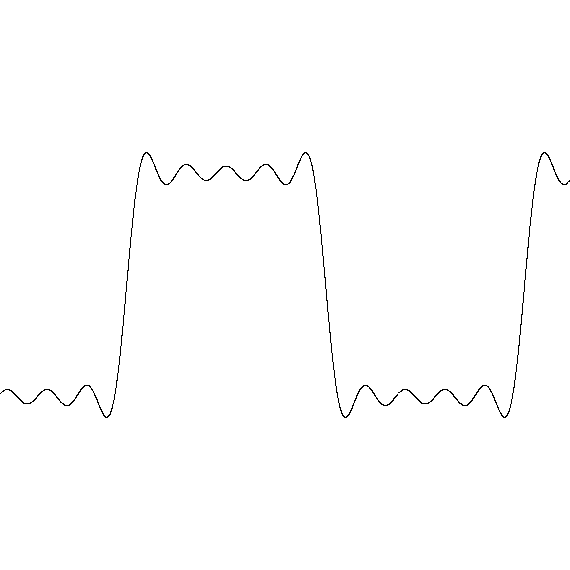
Onda quadra approssimata al termine 5 della serie di Fourier

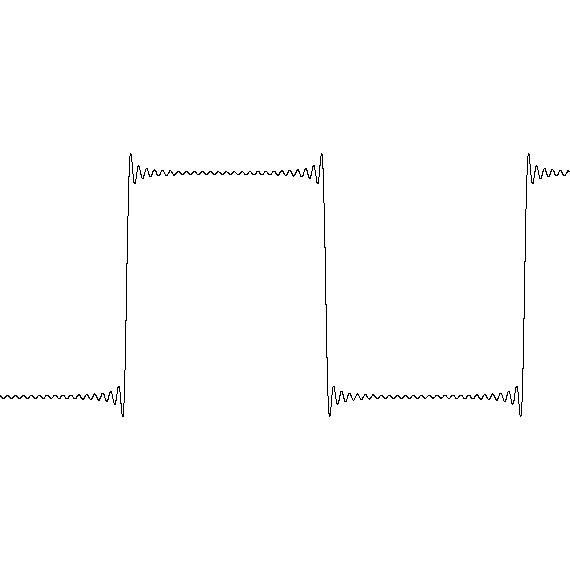
Onda quadra approssimata al termine 25 della serie di Fourier

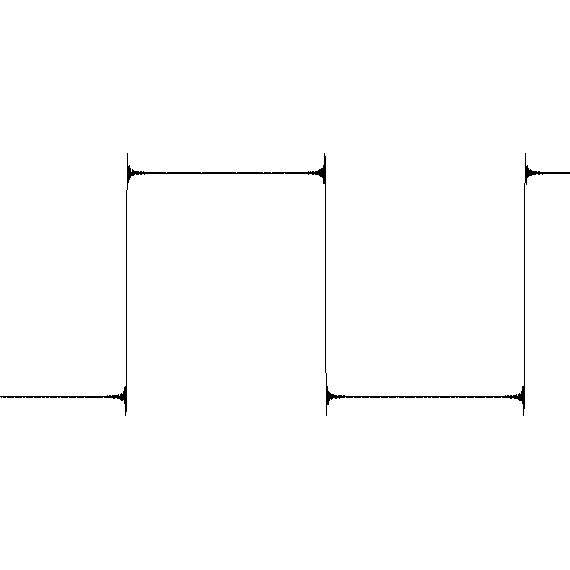
Onda quadra approssimata al termine 125 della serie di Fourier

Le tre figure a destra descrivono il fenomeno per un'onda quadra, la quale espansa secondo Fourier è:
{\displaystyle \sin(x)+{\frac {1}{3}}\sin(3x)+{\frac {1}{5}}\sin(5x)+\dots }
Più precisamente questa è una funzione {\displaystyle f} che per ogni n intero assume il valore {\displaystyle \pi /4} tra {\displaystyle 2n\pi } e {\displaystyle (2n+1)\pi } ed il valore di {\displaystyle -\pi /4} tra {\displaystyle (2n+1)\pi } e {\displaystyle (2n+2)\pi }. Si ha quindi una discontinuità alta {\displaystyle \pi /2} ogni multiplo di {\displaystyle \pi }, e la funzione ha periodo {\displaystyle 2\pi }
Se si considerano più termini l'errore di approssimazione si riduce in ampiezza, ma converge ad un'altezza fissa (che si può calcolare attraverso una formula). Il valore della sovraelongazione, rispetto all'altezza nominale dell'onda ({\displaystyle \pi /4}), risulta quindi di:
{\displaystyle {\frac {1}{2}}\int _{0}^{\pi }{\frac {\sin t}{t}}\,dt-{\frac {\pi }{4}}={\frac {\pi }{2}}\cdot 0.089490\dots }
Più in generale, data una funzione periodica differenziabile tranne dove presenta un punto di discontinuità di altezza {\displaystyle a}, la serie di Fourier troncata ha una sovraelongazione di circa {\displaystyle a\cdot 0.089490} ad ogni estremità. Ovvero, la funzione che deriva dalla serie di Fourier troncata presenta una discontinuità del 18% più grande della funzione originale.
La quantità:
{\displaystyle \int _{0}^{\pi }{\frac {\sin t}{t}}\ dt={1.851937052\dots }={\frac {\pi }{2}}+\pi \cdot 0.089490\dots }
è conosciuta come la costante di Wilbraham-Gibbs.

## Descrizione
Data una funzione {\displaystyle f:{\mathbb {R} }\to {\mathbb {R} }} continua a tratti, differenziabile e periodica con periodo {\displaystyle L>0}, si supponga che in un punto {\displaystyle x_{0}} la funzione è discontinua e il limite {\displaystyle f(x_{0}^{-})} per {\displaystyle x} che tende ad {\displaystyle x_{0}} da sinistra sia diverso dal limite {\displaystyle f(x_{0}^{+})} da destra. In particolare, sia {\displaystyle a} la differenza tra i limiti destro e sinistro:
{\displaystyle f(x_{0}^{+})-f(x_{0}^{-})=a\neq 0}
Per ogni numero intero positivo {\displaystyle N\geq 1}, sia {\displaystyle S_{N}f} la serie di Fourier di {\displaystyle f} troncata al N-esimo termine:
{\displaystyle S_{N}f(x):=\sum _{-N\leq n\leq N}{\hat {f}}(n)e^{2\pi inx/L}={\frac {1}{2}}a_{0}+\sum _{n=1}^{N}a_{n}\cos \left({\frac {2\pi nx}{L}}\right)+b_{n}\sin \left({\frac {2\pi nx}{L}}\right)}
dove i coefficienti di Fourier {\displaystyle {\hat {f}}(n)}, {\displaystyle a_{n}} e {\displaystyle b_{n}} sono calcolati tramite le usuali formule:
{\displaystyle {\hat {f}}(n):={\frac {1}{L}}\int _{0}^{L}f(x)e^{-2\pi inx/L}\ dx}
{\displaystyle a_{n}:={\frac {2}{L}}\int _{0}^{L}f(x)\cos \left({\frac {2\pi nx}{L}}\right)\ dx}
{\displaystyle b_{n}:={\frac {2}{L}}\int _{0}^{L}f(x)\sin \left({\frac {2\pi nx}{L}}\right)\ dx}
Si ha che:
{\displaystyle \lim _{N\to \infty }S_{N}f\left(x_{0}+{\frac {L}{2N}}\right)=f(x_{0}^{+})+a\cdot 0.089490\dots }
e:
{\displaystyle \lim _{N\to \infty }S_{N}f\left(x_{0}-{\frac {L}{2N}}\right)=f(x_{0}^{-})-a\cdot 0.089490\dots }
ma:
{\displaystyle \lim _{N\to \infty }S_{N}f(x_{0})={\frac {f(x_{0}^{-})+f(x_{0}^{+})}{2}}}
In generale, se {\displaystyle x_{N}} è una sequenza di numeri reali che converge ad {\displaystyle x_{0}} per {\displaystyle N\to \infty } e se il salto {\displaystyle a} è positivo, allora:
{\displaystyle \limsup _{N\to \infty }S_{N}f(x_{N})\leq f(x_{0}^{+})+a\cdot 0.089490\dots }
e:
{\displaystyle \liminf _{N\to \infty }S_{N}f(x_{N})\geq f(x_{0}^{-})-a\cdot 0.089490\dots }
Se invece il salto {\displaystyle a} è negativo si deve cambiare il limite superiore con il limite inferiore e cambiare i segni di disuguaglianza ≤ con ≥ e viceversa, ovvero:
{\displaystyle \liminf _{N\to \infty }S_{N}f(x_{N})\geq f(x_{0}^{+})+a\cdot 0.089490\dots }
e:
{\displaystyle \limsup _{N\to \infty }S_{N}f(x_{N})\leq f(x_{0}^{-})-a\cdot 0.089490\dots }

## Esempio
Nell'esempio relativo al fenomeno nell'onda quadra, descritto in precedenza, il periodo {\displaystyle L} è pari a {\displaystyle 2\pi }, la discontinuità {\displaystyle x_{0}} è nello 0 ed il salto {\displaystyle a} è uguale a {\displaystyle \pi /2}. Per semplicità, si considerano solo i casi con N pari (se N è dispari la trattazione è molto simile). Si ha:
{\displaystyle S_{N}f(x)=\sin(x)+{\frac {1}{3}}\sin(3x)+\cdots +{\frac {1}{N-1}}\sin((N-1)x)}
sostituendo {\displaystyle x_{0}} si ottiene:
{\displaystyle S_{N}f(0)=0={\frac {-{\frac {\pi }{4}}+{\frac {\pi }{4}}}{2}}={\frac {f(0^{-})+f(0^{+})}{2}}}
come si è visto sopra. Ora si può calcolare:
{\displaystyle S_{N}f\left({\frac {2\pi }{2N}}\right)=\sin \left({\frac {\pi }{N}}\right)+{\frac {1}{3}}\sin \left({\frac {3\pi }{N}}\right)+\cdots +{\frac {1}{N-1}}\sin \left({\frac {(N-1)\pi }{N}}\right)}
Se si definisce la funzione sinc {\displaystyle \operatorname {sinc} (x):=\sin(x)/x} si può riscrivere la precedente equazione come:
{\displaystyle S_{N}f\left({\frac {2\pi }{2N}}\right)={\frac {1}{2}}\left[{\frac {2\pi }{N}}\operatorname {sinc} \left({\frac {\pi }{N}}\right)+{\frac {2\pi }{N}}\operatorname {sinc} \left({\frac {3\pi }{N}}\right)+\cdots +{\frac {2\pi }{N}}\operatorname {sinc} \left({\frac {(N-1)\pi }{N}}\right)\right]}
Ma l'espressione all'interno delle parentesi quadre è un'approssimazione dell'integrale {\displaystyle \int _{0}^{\pi }\operatorname {sinc} (t)\ dt}. Dato che la funzione sinc è continua, l'approssimazione converge all'integrale con {\displaystyle N\to \infty }. Quindi si ha:
{\displaystyle \lim _{N\to \infty }S_{N}f\left({\frac {2\pi }{2N}}\right)={\frac {1}{2}}\int _{0}^{\pi }\operatorname {sinc} (t)\ dt={\frac {\pi }{4}}+{\frac {\pi }{2}}\cdot 0.089490\dots }
che è ciò che si era trovato nel paragrafo precedente. In modo analogo si trova:
{\displaystyle \lim _{N\to \infty }S_{N}f\left(-{\frac {2\pi }{2N}}\right)=-{\frac {1}{2}}\int _{0}^{\pi }\operatorname {sinc} (t)\ dt=-{\frac {\pi }{4}}-{\frac {\pi }{2}}\cdot 0.089490\dots }